# La Verkin, Utah
La Verkin, Utah (енгл. La Verkin) град је у америчкој савезној држави Јута.

## Демографија
По попису из 2010. године број становника је 4.060, што је 668 (19,7%) становника више него 2000. године.
| Група             | 2000.         | 2010.         |
| Белци             | 3.119 (92,0%) | 3.562 (87,7%) |
| Афроамериканци    | 4 (0,1%)      | 22 (0,5%)     |
| Азијати           | 7 (0,2%)      | 14 (0,3%)     |
| Хиспаноамериканци | 156 (4,6%)    | 345 (8,5%)    |
| Укупно            | 3.392         | 4.060         |